# Maves
Maves település Franciaországban, Loir-et-Cher megyében. Lakosainak száma 680 fő (2022. január 1.). Maves Averdon, Boisseau, La Chapelle-Saint-Martin-en-Plaine, Conan, La Madeleine-Villefrouin, Mulsans, Saint-Léonard-en-Beauce és Oucques La Nouvelle községekkel határos.

## Népesség
A település népességének változása:
| Lakosok száma | 532  | 518  | 553  | 581  | 680  | 662  | 661  | 666  | 669  | 680  |
|               | 1968 | 1982 | 1990 | 2006 | 2013 | 2015 | 2017 | 2019 | 2020 | 2022 |